# Weltmeisterschaften im Gewichtheben 2014
Die Weltmeisterschaften im Gewichtheben 2014 fanden vom 8. bis 16. November im Baluan-Scholak-Sportpalast in Almaty, Kasachstan statt. Es waren 81. Weltmeisterschaften der Männer und gleichzeitig 24. der Frauen.

## Medaillengewinner

### Männer

#### Klasse bis 56 kg
| Disziplin | Gold           | Gold   | Silber         | Silber | Bronze        | Bronze |
| --------- | -------------- | ------ | -------------- | ------ | ------------- | ------ |
| Zweikampf | Om Yun-chol    | 296 kg | Thạch Kim Tuấn | 296 kg | Long Qingquan | 293 kg |
| Reißen    | Thạch Kim Tuấn | 135 kg | Li Fabin       | 134 kg | Long Qingquan | 133 kg |
| Stoßen    | Om Yun-chol    | 168 kg | Thạch Kim Tuấn | 161 kg | Long Qingquan | 160 kg |

#### Klasse bis 62 kg
| Disziplin | Gold       | Gold   | Silber          | Silber | Bronze               | Bronze |
| --------- | ---------- | ------ | --------------- | ------ | -------------------- | ------ |
| Zweikampf | Kim Un-guk | 325 kg | Eko Yuli Irawan | 316 kg | Ding Jianjun         | 312 kg |
| Reißen    | Kim Un-guk | 150 kg | Ding Jianjun    | 142 kg | Luis Javier Mosquera | 141 kg |
| Stoßen    | Kim Un-guk | 175 kg | Eko Yuli Irawan | 175 kg | Muhammad Hasbi       | 171 kg |

#### Klasse bis 69 kg
| Disziplin | Gold     | Gold   | Silber       | Silber | Bronze         | Bronze |
| --------- | -------- | ------ | ------------ | ------ | -------------- | ------ |
| Zweikampf | Liao Hui | 359 kg | Mohamed Ihab | 334 kg | Kim Myong-hyok | 334 kg |
| Reißen    | Liao Hui | 166 kg | Oleg Tschen  | 154 kg | Mohamed Ihab   | 152 kg |
| Stoßen    | Liao Hui | 193 kg | Mohamed Ihab | 182 kg | Kim Myong-hyok | 182 kg |

Der deutsche Teilnehmer Simon Brandhuber landete mit 297 kg im Zweikampf auf dem 21. Platz.

#### Klasse bis 77 kg
| Disziplin | Gold           | Gold   | Silber         | Silber | Bronze          | Bronze |
| --------- | -------------- | ------ | -------------- | ------ | --------------- | ------ |
| Zweikampf | Zhong Guoshun  | 367 kg | Kim Kwang-song | 363 kg | Kirill Pawlow   | 352 kg |
| Reißen    | Zhong Guoshun  | 171 kg | Kim Kwang-song | 163 kg | Pjotr Assajonak | 159 kg |
| Stoßen    | Kim Kwang-song | 200 kg | Zhong Guoshun  | 196 kg | Kirill Pawlow   | 195 kg |

#### Klasse bis 85 kg
| Disziplin | Gold             | Gold   | Silber           | Silber | Bronze         | Bronze |
| --------- | ---------------- | ------ | ---------------- | ------ | -------------- | ------ |
| Zweikampf | Kianoush Rostami | 391 kg | Ivan Markov      | 390 kg | Artjom Okulow  | 385 kg |
| Reißen    | Ivan Markov      | 179 kg | Kianoush Rostami | 178 kg | Andrej Rybakou | 175 kg |
| Stoßen    | Kianoush Rostami | 213 kg | Ulugbek Alimow   | 213 kg | Artjom Okulow  | 211 kg |

#### Klasse bis 94 kg
| Disziplin | Gold                 | Gold   | Silber            | Silber | Bronze               | Bronze |
| --------- | -------------------- | ------ | ----------------- | ------ | -------------------- | ------ |
| Zweikampf | Zhassulan Kydyrbajew | 408 kg | Wladimir Sedow    | 407 kg | Aurimas Didžbalis    | 399 kg |
| Reißen    | Wladimir Sedow       | 188 kg | Aurimas Didžbalis | 185 kg | Zhassulan Kydyrbajew | 179 kg |
| Stoßen    | Zhassulan Kydyrbajew | 229 kg | Liu Hao           | 221 kg | Wladimir Sedow       | 219 kg |

#### Klasse bis 105 kg
| Disziplin | Gold             | Gold   | Silber            | Silber | Bronze            | Bronze |
| --------- | ---------------- | ------ | ----------------- | ------ | ----------------- | ------ |
| Zweikampf | Ilja Iljin       | 432 kg | Ruslan Nurudinow  | 432 kg | Dawid Bedschanjan | 427 kg |
| Reißen    | Ruslan Nurudinow | 193 kg | Yang Zhe          | 191 kg | Ilja Iljin        | 190 kg |
| Stoßen    | Ilja Iljin       | 242 kg | Dawid Bedschanjan | 240 kg | Ruslan Nurudinow  | 239 kg |

#### Klasse über 105 kg
| Disziplin | Gold             | Gold   | Silber                  | Silber | Bronze                  | Bronze |
| --------- | ---------------- | ------ | ----------------------- | ------ | ----------------------- | ------ |
| Zweikampf | Ruslan Albegow   | 462 kg | Behdad Salimikordasiabi | 457 kg | Mohamed Masoud          | 436 kg |
| Reißen    | Ruslan Albegow   | 210 kg | Behdad Salimikordasiabi | 206 kg | Jauhen Scharnassek      | 199 kg |
| Stoßen    | Alexej Lowtschew | 257 kg | Ruslan Albegow          | 252 kg | Behdad Salimikordasiabi | 251 kg |

### Frauen

#### Klasse bis 48 kg
| Disziplin | Gold      | Gold   | Silber         | Silber | Bronze                | Bronze |
| --------- | --------- | ------ | -------------- | ------ | --------------------- | ------ |
| Zweikampf | Tan Yayun | 194 kg | Sibel Özkan    | 189 kg | Panida Khamsri        | 189 kg |
| Reißen    | Tan Yayun | 85 kg  | Sibel Özkan    | 84 kg  | Panida Khamsri        | 81 kg  |
| Stoßen    | Tan Yayun | 109 kg | Panida Khamsri | 108 kg | Sry Wahyuni Agustiani | 106 kg |

#### Klasse bis 53 kg
| Disziplin | Gold               | Gold   | Silber             | Silber | Bronze   | Bronze |
| --------- | ------------------ | ------ | ------------------ | ------ | -------- | ------ |
| Zweikampf | Zulfiya Chinshanlo | 232 kg | Hsu Shu-ching      | 218 kg | Li Yajun | 214 kg |
| Reißen    | Hsu Shu-ching      | 99 kg  | Zulfiya Chinshanlo | 98 kg  | Li Yajun | 96 kg  |
| Stoßen    | Zulfiya Chinshanlo | 134 kg | Hsu Shu-ching      | 119 kg | Li Yajun | 118 kg |

#### Klasse bis 58 kg
| Disziplin | Gold             | Gold   | Silber           | Silber | Bronze          | Bronze |
| --------- | ---------------- | ------ | ---------------- | ------ | --------------- | ------ |
| Zweikampf | Deng Mengrong    | 235 kg | Sukanya Srisurat | 231 kg | Rattikan Gulnoi | 231 kg |
| Reißen    | Sukanya Srisurat | 106 kg | Deng Mengrong    | 105 kg | Yenny Alvarez   | 100 kg |
| Stoßen    | Rattikan Gulnoi  | 131 kg | Deng Mengrong    | 130 kg | Yenny Alvarez   | 125 kg |

#### Klasse bis 63 kg
| Disziplin | Gold               | Gold   | Silber       | Silber | Bronze       | Bronze |
| --------- | ------------------ | ------ | ------------ | ------ | ------------ | ------ |
| Zweikampf | Deng Wei           | 252 kg | Tima Turiewa | 252 kg | Choe Hyo-sim | 248 kg |
| Reißen    | Karina Goritschewa | 113 kg | Tima Turiewa | 112 kg | Lin Tzu-chi  | 110 kg |
| Stoßen    | Deng Wei           | 142 kg | Choe Hyo-sim | 140 kg | Tima Turiewa | 140 kg |

#### Klasse bis 69 kg
| Disziplin | Gold       | Gold   | Silber               | Silber | Bronze               | Bronze |
| --------- | ---------- | ------ | -------------------- | ------ | -------------------- | ------ |
| Zweikampf | Ryo Un-hui | 265 kg | Schasira Schapparkul | 262 kg | Chen Youjuan         | 261 kg |
| Reißen    | Ryo Un-hui | 120 kg | Chen Youjuan         | 118 kg | Schasira Schapparkul | 118 kg |
| Stoßen    | Ryo Un-hui | 145 kg | Schasira Schapparkul | 144 kg | Dsina Sasanawez      | 143 kg |

#### Klasse bis 75 kg
| Disziplin | Gold                   | Gold   | Silber                 | Silber | Bronze         | Bronze |
| --------- | ---------------------- | ------ | ---------------------- | ------ | -------------- | ------ |
| Zweikampf | Nadeschda Jewstjuchina | 279 kg | Kang Yue               | 277 kg | Rim Jong-sim   | 276 kg |
| Reißen    | Nadeschda Jewstjuchina | 126 kg | Kang Yue               | 126 kg | Lidia Valentín | 124 kg |
| Stoßen    | Rim Jong-sim           | 153 kg | Nadeschda Jewstjuchina | 153 kg | Kang Yue       | 151 kg |

#### Klasse über 75 kg
| Disziplin | Gold               | Gold   | Silber      | Silber | Bronze                 | Bronze |
| --------- | ------------------ | ------ | ----------- | ------ | ---------------------- | ------ |
| Zweikampf | Tatjana Kaschirina | 348 kg | Meng Suping | 320 kg | Chitchanok Pulsabsakul | 294 kg |
| Reißen    | Tatjana Kaschirina | 155 kg | Meng Suping | 140 kg | Chitchanok Pulsabsakul | 132 kg |
| Stoßen    | Tatjana Kaschirina | 193 kg | Meng Suping | 180 kg | Praeonapa Khenjantuek  | 163 kg |

## Medaillenspiegel
Nur Zweikampf
| Rang  | Land                | Gold | Silber | Bronze | Gesamt |
| ----- | ------------------- | ---- | ------ | ------ | ------ |
| 1     | Volksrepublik China | 5    | 2      | 4      | 11     |
| 2     | Kasachstan          | 3    | 2      | 1      | 6      |
| 3     | Nordkorea           | 3    | 1      | 3      | 7      |
| 4     | Russland            | 3    | 1      | 2      | 6      |
| 5     | Iran                | 1    | 1      | 0      | 2      |
| 6     | Ägypten             | 0    | 1      | 1      | 2      |
| 7     | Thailand            | 1    | 3      | 4      |        |
| 8     | Vietnam             | 0    | 1      | 0      | 1      |
| 8     | Indonesien          | 0    | 1      | 0      | 1      |
| 8     | Usbekistan          | 0    | 1      | 0      | 1      |
| 8     | Bulgarien           | 0    | 1      | 0      | 1      |
| 8     | Chinesisch Taipeh   | 0    | 1      | 0      | 1      |
| 8     | Türkei              | 0    | 1      | 0      | 1      |
| 14    | Litauen             | 0    | 0      | 1      | 1      |
| Total | Total               | 15   | 15     | 15     | 45     |

Mit Einzeldisziplinen
| Rang  | Land                | Gold | Silber | Bronze | Gesamt |
| ----- | ------------------- | ---- | ------ | ------ | ------ |
| 1     | Volksrepublik China | 11   | 13     | 9      | 33     |
| 2     | Nordkorea           | 10   | 3      | 4      | 17     |
| 3     | Russland            | 8    | 6      | 4      | 18     |
| 4     | Kasachstan          | 8    | 4      | 6      | 18     |
| 5     | Iran                | 2    | 3      | 1      | 6      |
| 6     | Thailand            | 2    | 2      | 6      | 10     |
| 7     | Usbekistan          | 1    | 2      | 1      | 4      |
| 7     | Chinesisch Taipeh   | 1    | 2      | 1      | 4      |
| 9     | Vietnam             | 1    | 2      | 0      | 3      |
| 10    | Bulgarien           | 1    | 1      | 0      | 2      |
| 11    | Indonesien          | 0    | 2      | 2      | 4      |
| 11    | Ägypten             | 0    | 2      | 2      | 4      |
| 13    | Türkei              | 0    | 2      | 0      | 2      |
| 14    | Litauen             | 0    | 1      | 1      | 2      |
| 15    | Belarus             | 0    | 0      | 4      | 4      |
| 16    | Kolumbien           | 0    | 0      | 3      | 3      |
| 17    | Spanien             | 0    | 0      | 1      | 1      |
| Total | Total               | 45   | 45     | 45     | 135    |

## Doping
Bei den Weltmeisterschaften gab es acht Dopingfälle, drei Albaner, drei Usbeken und zwei Nordkoreaner. Dabei waren vier Medaillengewinner: Daniel Godelli ( Gold 77 kg), Kim Un-ju ( Gold 75 kg), Ri Jong-hwa ( Silber 58 kg) und Romela Begaj ( Gold im Reißen 63 kg). Außerdem wurden Hysen Pulaku ( 85 kg), Manzurahon Mamasaliyeva ( 69 kg), Marina Sisoyeva ( 53 kg) und Maxliyo Togʻoyeva ( 48 kg) positiv getestet.